# Kabinett Van der Brugghen
Das Kabinett Van der Brugghen war das fünfte Kabinett der Niederlande. Es bestand vom 1. Juli 1856 bis zum 18. März 1858.

## Zusammensetzung
| Amt                                      | Amtsinhaber                                                     | Bemerkungen                             |
| ---------------------------------------- | --------------------------------------------------------------- | --------------------------------------- |
| Premierminister                          | Justinus van der Brugghen                                       |                                         |
| Auswärtiges                              | Daniël Théodore Gevers van Endegeest                            |                                         |
| Justiz                                   | Justinus van der Brugghen                                       |                                         |
| Inneres                                  | Gerrit Simons Anthony Gerhard Alexander van Rappard             | bis 19. Januar 1857 ab 19. Januar 1857  |
| Finanzen                                 | Agnites Vrolik                                                  |                                         |
| Krieg                                    | Hendrik Forstner van Dambenoy Cornelis Theodorus van Meurs      | bis 31. Dezember 1857 ab 1. Januar 1858 |
| Marine                                   | Abraham Johannes de Smit van den Broecke Johannes Servaas Lotsy | bis 1. August 1856 ab 1. August 1856    |
| Kolonien                                 | Pieter Mijer                                                    |                                         |
| Angelegenheiten der Katholischen Kirche  | Joannes Wilhelmus van Romunde                                   |                                         |
| Angelegenheiten der Reformierten Kirchen | Anthony Gerhard Alexander van Rappard Meindert Wiardi Beckman   | bis 19. Januar 1857 ab 19. Januar 1857  |